# Alucard (Castlevania)
Adrian Fahrenheit Ţepeş (アドリアン・ファーレンハイツ・ツェペシュ Adorian Fārenhaitsu Tsepeshu?), bättre känd som Alucard (アルカード Arukādo?), är namnet för Draculas son i TV-spelserien Castlevania.  Hans riktiga och fulla namn är Adrian Farenheights Tepes. Som en avkomma av en onaturlig förbindelse mellan Dracula och en mänsklig kvinna vid namn Lisa har Adrian speciella krafter, som skall vara mäktigare än vilken människa som helst men inte lika mäktiga som hans faders krafter. Kort sagt är han hälften vampyr, hälften människa (ungefär som Blade). Efter att Lisa blev dömd och bränd på bål, misstagen för att vara en häxa, växte Adrian upp under påverkan av sin fader, och därefter blev han upplärd i svart magi och formad till en krigare som en dag skulle kämpa för det ondas sida.
Adrians tillvaro kom inte utan egendomligheter, då den snällare, mänskliga sidan av hans moder alltid verkade täcka hans "goda omdöme," som Dracula skulle ha sagt. Strax före hans moders död, var Adrian vid hennes sida. Även om han var rasande, så insisterade hon att han inte skulle ta ut sin ilska över människorna. Med dessa tankar för alltid inplanterade i hans tillvaro, lät han tankarna gå tills han en dag började ifrågasätta sin faders avsikter. Efter att ha stått vid så länge han kunde, bröt han sig till slut loss från sin fars armé och försvann. Medveten om att Dracula skulle släppa sin ilska över folket, vände Adrian sina ansträngningar till att förstöra sin faders armé, i hopp om att han skulle tänka om. Dessutom valde han att gå under namnet "Alucard" -- hans faders kända namn omvänt -- för att representera att han stod för övertygelser i motsats till sin fader.
Alucard gick under namnet Genya Arikado i spelet Castlevania: Aria of Sorrow.

## Spelframträdande
Denna lista är spel som Alucard har framträtt i.  Han är spelbar karaktär endast där det är noterat.  Spelen är listade i kronologisk ordning efter tidslinjen i Castlevania serien:
- 1990 - Castlevania III: Dracula's Curse (spelbar efter att man har besegrat en boss)
- 1997 - Castlevania: Symphony of the Night (huvudperson)
- 1998 - Castlevania Legends (ej spelbar)
- 2003 - Castlevania: Aria of Sorrow (ej spelbar)
- 2005 - Castlevania: Dawn of Sorrow (spelbar i Julius Mode)
- 2007 - Castlevania: The Dracula X Chronicles
- 2008 - Castlevania: Judgement
- 2010 - Castlevania: Harmony of Despair
- 2013 - Castlevania: Lords of Shadow – Mirror of Fate
- 2014 - Castlevania: Lords of Shadow 2

De följande spelen är inte bekräftade framträdanden av Alucard. Men likheterna är slående
- 1991 - Akumajō Special: Boku Dracula-kun (Famicom Disk System; (endast i Japan)
- 1991 - Kid Dracula (Game Boy)